# Potamotrygon marinae
Potamotrygon marinae és una espècie de peix pertanyent a la família dels potamotrigònids.

## Hàbitat
És un peix d'aigua dolça, bentopelàgic i de clima tropical.

## Distribució geogràfica
Es troba a Sud-amèrica: la Guaiana Francesa.

## Observacions
És inofensiu per als humans.